# سوق الجبجب (حزم العدين)

تعديل مصدري - تعديل

سوق الجبجب محلة تابعة لقرية الجبجب، التابعة لعزلة يريس بمديرية حزم العدين إحدى مديريات محافظة إب في الجمهورية اليمنية، بلغ تعداد سكانها 427 حسب تعداد اليمن لعام 2004.